# Michelsneukirchen
Michelsneukirchen ist eine Gemeinde im Oberpfälzer Landkreis Cham. Sie ist Mitglied der Verwaltungsgemeinschaft Falkenstein.

## Geografie

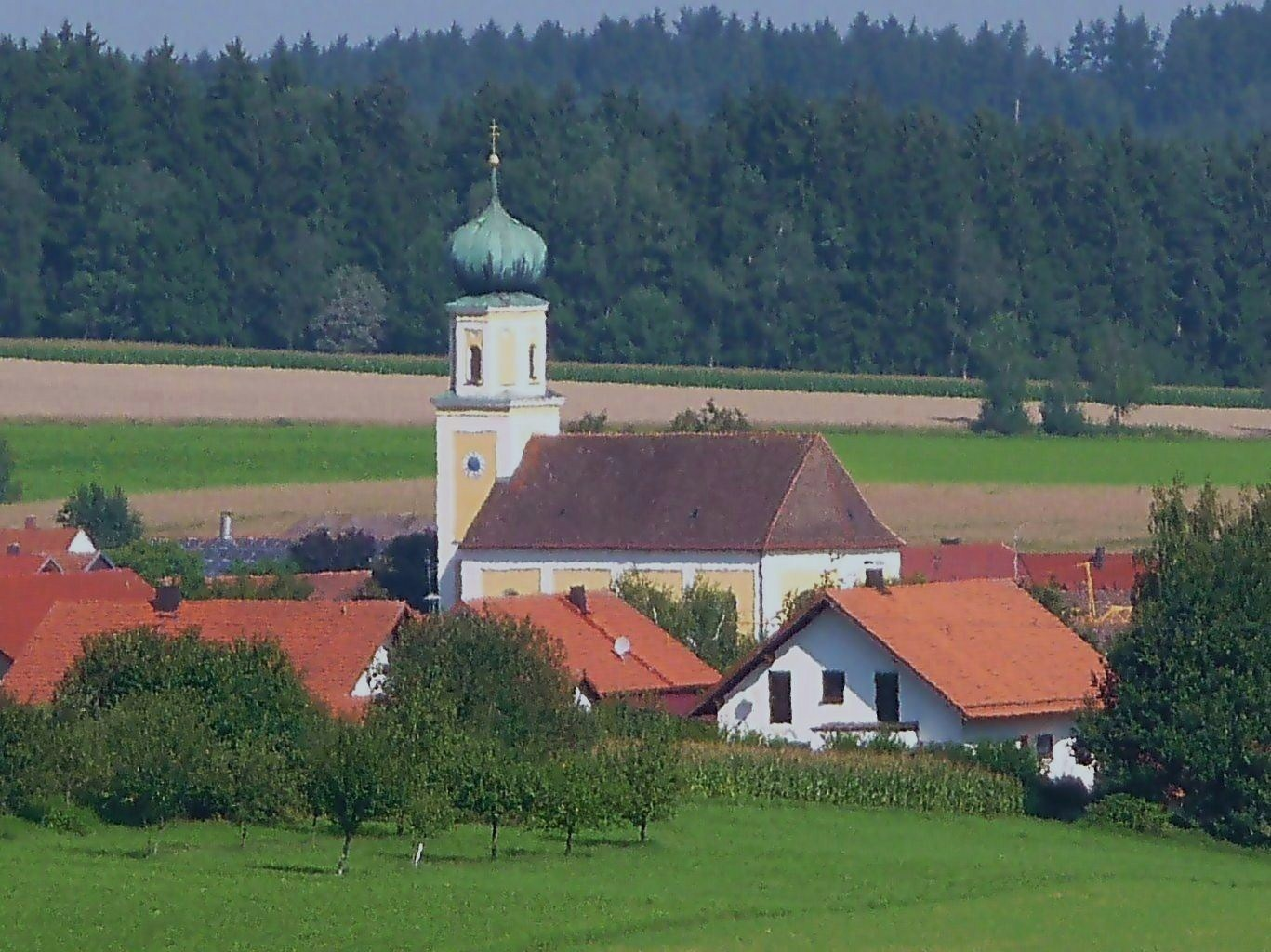
Die Pfarrkirche St. Michael

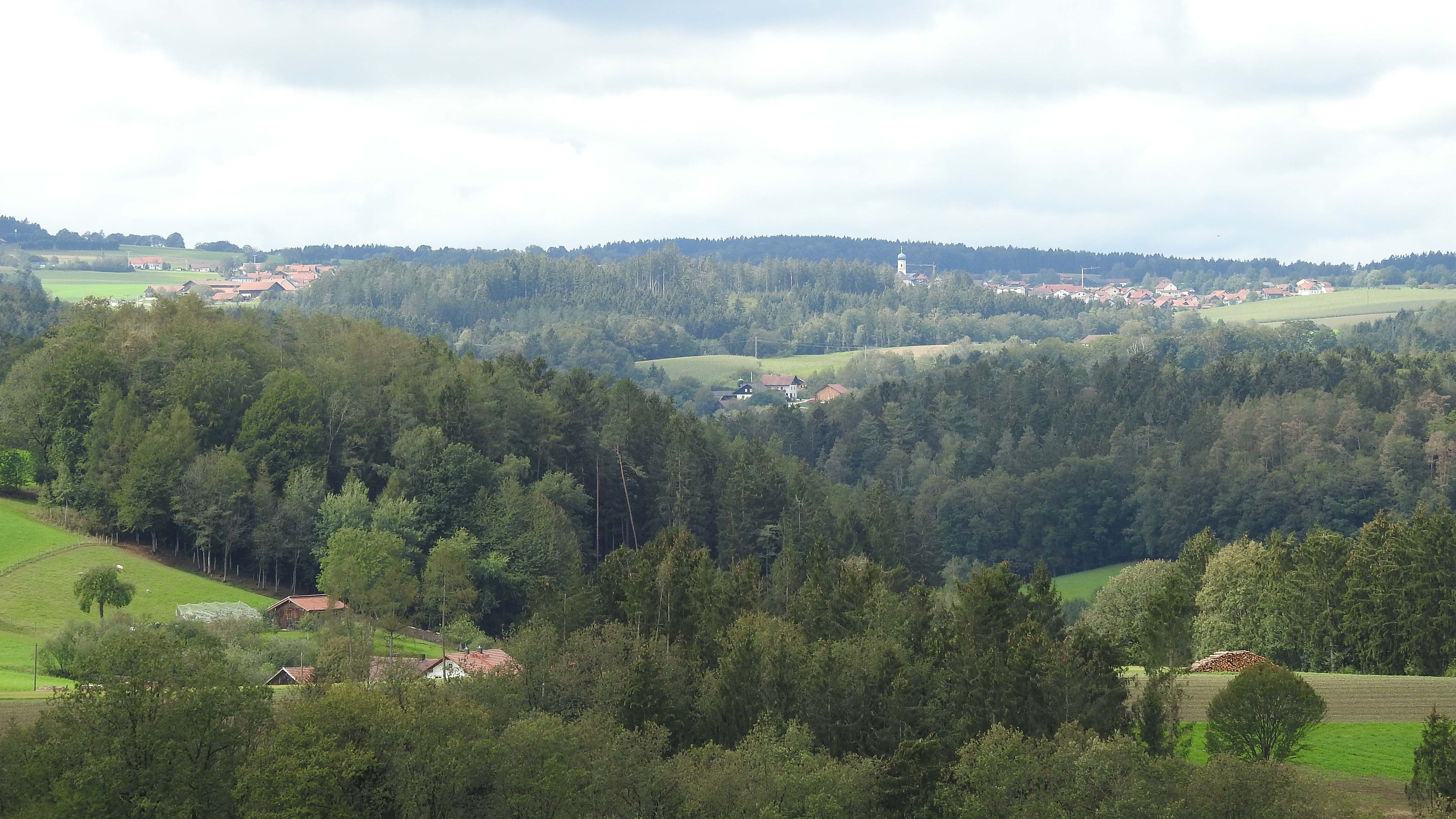
Michelsneukirchen (rechts oben) im Vorwald

### Geografische Lage
Die Gemeinde liegt im Falkensteiner Vorwald, 6 Kilometer nordöstlich von Falkenstein.

### Nachbargemeinden
Nachbargemeinden sind Falkenstein, Roding, Schorndorf, Traitsching und in Niederbayern Wiesenfelden.

### Gemeindegliederung
Es gibt 53 Gemeindeteile (in Klammern ist der Siedlungstyp angegeben):
- Altenhofstetten (Einöde)
- Bruckmühl (Einöde)
- Bucherhof (Einöde)
- Dachsberg (Einöde)
- Dörfling (Kirchdorf)
- Eglsee (Einöde)
- Eidengrub (Weiler)
- Elend (Einöde)
- Elend bei Woppmannsdorf (Einöde)
- Fichten (Weiler)
- Fingermühl (Weiler)
- Forst (Weiler)
- Glöcklswies (Weiler)
- Griesmühl (Einöde)
- Guthof (Einöde)
- Hagenschwand (Weiler)
- Haidhof (Einöde)
- Holzmühl (Einöde)
- Hutting (Weiler)
- Jammer (Einöde)
- Kleingeraszell (Weiler)
- Kohlmühle (Einöde)
- Kothmühl (Einöde)
- Krottenthal (Einöde)
- Lobmannswies (Weiler)
- Lochfeld (Weiler)
- Mauth (Einöde)
- Michelsneukirchen (Pfarrdorf)
- Momansfelden (Dorf)
- Neudeck (Einöde)
- Niederhof (Weiler)
- Noth (Einöde)
- Oberhof (Einöde)
- Obermühl (Weiler)
- Pfaffengschwand (Einöde)
- Ponholz (Dorf)
- Premsthal (Weiler)
- Quer (Sankt Quirin) (Einöde)
- Regelsmais (Dorf)
- Reichersdorf (Weiler)
- Ronberg (Einöde)
- Schrötting (Weiler)
- Schwaigersried (Einöde)
- Schwaighof (Weiler)
- Sonnhof (Einöde)
- Steinbühl (Weiler)
- Straßberg (Einöde)
- Tauschendorf (Weiler)
- Thiermietnach (Weiler)
- Wiesmühl (Einöde)
- Wolletsthal (Weiler)
- Woppmannsdorf (Dorf)
- Zwinger (Weiler)

Es gibt nur die Gemarkung Michelsneukirchen.

## Geschichte

### Mittelalter und Neuzeit
1231 wird im Ältesten Bayerischen Herzogsurbar in dem ampte ze Chamb Niuwenkirchen als Ort aufgezählt. Dies ist die erste gesicherte Nennung des Ortes Michelsneukirchen.
Im Jahr 1236 existierte auch die Pfarrei Michaels-Neukirchen. Durch den Hausvertrag von Pavia 1329 wurde Michelsneukirchen ein bayerischer Grenzort, die von den Pfälzer Wittelsbachern regierte Oberpfalz war somit für mehrere Jahrhunderte Ausland. Im Dreißigjährigen Krieg wurde 1621 ein schwerer Grenzzwischenfall in Michelsneukirchen Auslöser für die Eroberung der protestantischen Oberpfalz durch bayerische Truppen. Danach wird 1633 das Pfarrdorf und die weitere Umgebung von schwedischen Truppen ausgeplündert und eingeäschert. Nach Jahrzehnten des Wiederaufbaus wurde im Jahr 1711 die Barockkirche eingeweiht und in der Folgezeit kunstvoll ausgestattet. Eine weitere Landmarke barocker Baukunst entstand 1750 mit der Kirche in Dörfling. Der Ort gehörte zur Herrschaft Falkenstein. Die Grafen Toerring waren von 1664 bis 1829 Inhaber dieser Herrschaft und damit auch Ortsherren in Michelsneukirchen.
Im Jahr 1835 wird die Herrschaft Falkenstein bei der Gebietsreform von Niederbayern abgetrennt und der Oberpfalz zugeordnet.

### 20. Jahrhundert
Der Erste Weltkrieg hinterließ auch in Michelsneukirchen seine Spuren. Er endete mit 49 Gefallenen und Vermissten.
Zu Zeiten des Dritten Reiches wurde am 18. April 1941 der polnische Zwangsarbeiter Julian Majka im Gehölz am Irlberg bei Michelsneukirchen wegen einer Liebesbeziehung mit einer deutschen Frau erhängt. Die aus dem Dorf stammende Frau war von ihm schwanger. Die Gestapo Regensburg ließ die Hinrichtung von KZ-Häftlingen aus Flossenbürg durchführen.
Über 80 Gefallene und Vermisste waren im Zweiten Weltkrieg zu beklagen, und ein Strom von Vertriebenen folgte. In der Nachkriegszeit erholte sich der Ort, so wurde 1952 ein Anbau an das Schulhaus fertig, 1955 ein Lehrerwohnhaus gebaut, 1956 der Friedhof neu geordnet, nachdem er 1954 erweitert wurde. In den 1970er Jahren investierte die Gemeinde ebenfalls in die Infrastruktur. So wurde 1970 ein neues Schulzentrum an der Straße nach Glöcklswies eingeweiht und 1975 ein Pfarrkindergarten eröffnet. Im Jahr 1986 folgte der Neubau eines Sportplatzes mit Betriebsgebäude und 1991 abermals eine Erweiterung des Friedhofes. Michelsneukirchen wurde 1980 und 1986 mit der Goldmedaille auf Landesebene im Wettbewerb Unser Dorf soll schöner werden ausgezeichnet.

### 21. Jahrhundert
In den Jahren 2000 und 2001 wurde der Neubau der Kläranlage Michelsneukirchen seiner Bestimmung übergeben und es wurden die Weichen für weitere Investitionen in die Infrastruktur sowie regenerative, umweltfreundliche Energie, energiesparende Technik sowie in die Breitbandversorgung gestellt.

## Einwohnerentwicklung
Zwischen 1988 und 2018 wuchs die Gemeinde von 1466 auf 1754 um 288 Einwohner bzw. um 19,7 %.

## Religionen
Wie in der gesamten Oberpfalz ist auch in Michelsneukirchen der größte Teil der Bevölkerung römisch-katholisch. Die Katholiken gehören der Pfarrei St. Michael in Michelsneukirchen, die dem Bistum Regensburg zugeordnet ist, an.

## Politik

### Gemeinderat
Bei der Wahl des Gemeinderates am 15. März 2020 erreichte die CSU sieben Sitze und die Christliche Wählergemeinschaft fünf Sitze; in der vorherigen Amtszeit von 2014 bis 2020 hatten beide Wahlvorschläge jeweils sechs Mandate.

### Bürgermeister
Christian Raab (CSU) ist seit 1. Mai 2020 Erster Bürgermeister. Dieser wurde am 15. März 2020 mit 51,7 % der gültigen Stimmen gewählt. Sein Vorgänger war vom Mai 1996 bis April 2020 Gerhard Blab (Christliche Wählergemeinschaft); er war zuletzt bei den Kommunalwahlen 2014 mit 90,3 % der Stimmen im Amt bestätigt worden.

### Wappen
| Wappen der Gemeinde Michelsneukirchen | Blasonierung: „Gespalten von Rot und Gold; vorne ein silbernes Flammenschwert, hinten drei schräg gestellte schwarze Rauten.“ |
| Wappen der Gemeinde Michelsneukirchen | Wappenbegründung: Ein Flammenschwert, das Attribut des heiligen Michael, erinnert an den Patron der Kirche von Michelsneukirchen und ist zugleich beredtes Bild für den Gemeindenamen. Die drei schwarzen Rauten sind dem Familienwappen der Grafen von Törring entnommen, welchen von 1664 bis 1829 die Herrschaft Falkenstein gehörte und die damit auch Ortsherren von Michelsneukirchen waren. Das Wappen wird mit Beschluss des Gemeinderats und Zustimmung der Regierung der Oberpfalz seit 1974 geführt. |

## Kultur und Sehenswürdigkeiten
In der Gemeinde gibt es neben zahlreichen alten Bauernhäusern drei Kirchenbauwerke.

### Bauwerke
- Pfarrkirche St. Michael: Saalbau mit gleich breitem Polygonalchor, Walmdach und westlichem Fassadenturm mit Lisenengliederungen und verblechter Zwiebelhaube, Sandsteinportal, 1707; mit Ausstattung; Friedhofskapelle, Walmdachbau mit verblechtem Dachreiter, 18. Jahrhundert; mit Ausstattung; Friedhofsmauer mit Torwand und segmentbogigem Durchgang, 18. Jahrhundert

- Filialkirche St. Ägidius in Dörfling: Saalbau mit gleich breitem Chor, Walmdach und Fassadenturm mit Zwiebelhaube und Lisenengliederung, Neubau nach Brand 1751; mit Ausstattung.

- Wallfahrtskirche St. Quirinus: Vitus und Wolfgang, Saalbau mit eingezogenem Chor und Krüppelwalmdach, gotisch, 1616 verändert, Dachreiter und Fenster 18. Jahrhundert; mit Ausstattung

Um die Kapelle St. Quirin an der Straße nach Falkenstein finden seit dem Mittelalter weithin bekannte Vieh- und Warenmärkte, Quermärkte genannt, die nach einigen Jahren Pause seit 2002 als Warenmärkte wieder regen Zulauf erfahren, statt.

### Freizeit
Die Gemeinde kann zahlreiche Wanderwege, Langlaufloipen sowie Radsport- und Radwanderwege anbieten. Es ist auch Reitsport und Tennis auf einem Hartplatz möglich.

### Vereine
Es gibt über 20 Vereine.
Die Freiwillige Feuerwehr Michelsneukirchen wurde 1874 gegründet und sorgt, wie die Freiwillige Feuerwehr im Ortsteil Dörfling, für den Brandschutz und die allgemeine Hilfe im Gemeindegebiet.

### Regelmäßige Veranstaltungen
Im Gemeindegebiet gibt es zahlreiche regelmäßige Veranstaltungen wie:
Neujahrsanblasen, Tanz- und Musikabende, Faschingshochzeit, Osterspaziergang, Maibaumaufstellen, Johannisfeuer, Theaterspiel, Fahnenweihe, Kirchweihfest, Kirtabaumaufstellen, Nikolausbesuch und Weihnachtssingen.

### Quermarkt
Der Quermarkt bei der Kirche Sankt Quirin ist ein alter Waren- und Zugochsenmarkt, der bereits im Mittelalter bestand.
Im 20. Jahrhundert war die Markttradition zu Ende, der letzte Quermarkt wurde 1969 abgehalten. Im Jahr 2002 wurde der Quermarkt durch die Gemeinde, einiger Vereine sowie des Grundbesitzers wiedererrichtet. Jeweils am dritten Sonntag nach Pfingsten zieht seitdem der große Warenmarkt mit mehr als Hundert Fieranten tausende Kunden und Schaulustige an.

## Wirtschaft und Infrastruktur
In Michelsneukirchen gibt es Dienstleistungs-, Handwerks- und Gewerbebetriebe. Zudem ist durch eine Metzgerei, eine Bäckerei, einem Supermarkt mit Postfiliale sowie eine Bank und zwei Arztpraxen die Grundversorgung der Bevölkerung gesichert. Die Gemeinde hat in Michelsneukirchen einige Baugebiete ausgewiesen.

### Arbeitsgemeinschaft Vorderer Bayerischer Wald
Am 8. Januar 2007 wurde die Arbeitsgemeinschaft Vorderer Bayerischer Wald, kurz «AG Vorwald» genannt, gegründet. Ziel der Arbeitsgemeinschaft ist es, die Region in touristischer, wirtschaftlicher und kultureller Hinsicht zu fördern und zu stärken.
Mitglieder dieser Gemeinschaft sind die Gemeinden Altenthann, Bernhardswald, Brennberg, Falkenstein, Michelsneukirchen, Rettenbach, Wald, Wiesenfelden, Zell und die Stadt Wörth an der Donau. Überdies alle Heimat-, Tourismus- und Fremdenverkehrsvereine dieser Gemeinden.

### Tourismus
Den Schwerpunkt im Tourismus bilden Ferienwohnungen mit Urlaub auf dem Bauernhof: Unter anderem mit Reiten, Traktor fahren, Wandern in der Natur und Tiere füttern.

### Verkehr
Michelsneukirchen liegt an der Staatsstraße 2146 Cham – Falkenstein – Wörth an der Donau als Anbindung an die BAB 3 und Staatsstraße 2147 Richtung Bundesstraße 20 ebenfalls als Anbindung an die Bundesautobahn 3 Richtung Straubing.

### Radwege
Der Festspielradweg gilt als Verbindung zum überörtlichen Radwegenetz. Wanderer und Radfahrer werden auf beschilderten Wegen durch eine abwechslungsreiche Landschaft geführt. Wechselnde Ausblicke auf die umliegenden Berge und Orte und der Anblick geheimnisvoller „Opfersteine“ auf großen Felstürmen, Schwammerlsteine und Felsenburgen tauchen überraschend in den weitläufigen Wäldern auf. Auch zum Joggen, Reiten und Mountainbiking ist das Gelände geeignet, im Winter ist Schlittenfahren, Eislaufen oder Querfeldein-Langlaufen möglich.

### Medien
Im Gemeindegebiet erscheint die Donau-Post, eine Lokalausgabe des Straubinger Tagblatts und das Bayerwaldecho, eine Lokalausgabe der Mittelbayerischen Zeitung sowie das Wochenblatt, eine Ausgabe der Wochenblatt Verlagsgruppe.

### Öffentliche Einrichtungen
- Wertstoffhof
- Kläranlage
- Kindertageseinrichtung mit 87 Plätzen und 76 Kindern (Stand 1. März 2018)

### Bildung
- Grundschule[11]

## Persönlichkeiten
- Josef Axinger (1871–1944), deutsch-österreichischer Widerstandskämpfer und NS-Opfer